# (100859) 1998 HR46
(100859) 1998 HR46 es un asteroide perteneciente al cinturón de asteroides, región del sistema solar que se encuentra entre las órbitas de Marte y Júpiter, descubierto el 20 de abril de 1998 por el equipo del Lincoln Near-Earth Asteroid Research desde el Laboratorio Lincoln, Socorro, Nuevo México, Estados Unidos.

## Designación y nombre
Designado provisionalmente como 1998 HR46. 

## Características orbitales
1998 HR46 está situado a una distancia media del Sol de 2,726 ua, pudiendo alejarse hasta 3,184 ua y acercarse hasta 2,268 ua. Su excentricidad es 0,167 y la inclinación orbital 11,60 grados. Emplea 1644,37 días en completar una órbita alrededor del Sol.

## Características físicas
La magnitud absoluta de 1998 HR46 es 15,2. 